# Мартинес, Давид (футболист, 2006)
Дави́д Эммануэ́ль Марти́нес Мора́лес (исп. David Emmanuel Martínez Morales; родился 7 февраля 2006, Баркисимето) — венесуэльский футболист, вингер клуба «Лос-Анджелес» и сборной Венесуэлы.

## Клубная карьера
Воспитанник клуба «Монагас». 22 февраля 2022 года дебютировал за клуб в Кубке Либертадорес в матче против чилийского «Эвертона» (Винья-дель-Мар). Четыре дня спустя дебютировал в венесуэльской Примере в матче против «Минерос Гуаяна». 8 апреля 2022 года забил свой первый гол за «Монагас» в матче против «Сулии».
1 февраля 2024 года перешёл в клуб MLS «Лос-Анджелес», подписав контракт до конца сезона 2027 с опцией продления на сезон 2028. В высшей лиге США дебютировал 2 марта 2024 года в матче против «Реал Солт-Лейк», выйдя на замену во втором тайме вместо Кристиана Оливеры.

## Карьера в сборной
В январе и феврале 2023 года в составе сборной Венесуэлы до 20 лет сыграл на молодёжном чемпионате Южной Америки, который прошёл в Колумбии.
В марте и апреле 2023 года в составе сборной Венесуэлы до 17 лет сыграл на юношеском чемпионате Южной Америки, который прошёл в Эквадоре.
18 июня 2023 года дебютировал за главную сборную Венесуэлы в товарищеском матче против сборной Гватемалы.